# Пам'ятник Тетяні Маркус
 Пам'ятник Тетяні Маркус — пам'ятник 21-річній Тетяні Маркус (єдина жінка отримала звання Герой України за участь у Німецько-радянській війні) розташований в Києві у Бабиного Яру.

## Історія
Тетяна Маркус під час Німецько-радянської війни була підпільною зв'язною та була в диверсійній групі. Сприяла вбивству десятків офіцерів та рядових фашистів (серед них — головного гаулейтера Києва).
22 серпня 1942 схоплена гестапо та близько півроку її дуже жорстоко катували. Ніякої інформації нацистам вона не видала і була вбита.
Ілля Левітас більше 50 років домагався увічнення імені дівчини (з 1956).
Пам'ятник відкритий 1 грудня 2009. Його збиралися відкрити ще 29 вересня, але через труднощів з місцем та матеріалами відкриття довелося перенести. Своє ім'я на пам'ятнику І. Левітас увічнювати не став, а напис зазначає: «За ініціативою Єврейської конфедерації України та фонду Пам'ять Бабиного Яру». На відкритті було безліч присутніх, серед них — публічні особи: ініціатор відкриття пам'ятника, президент «Фонду пам'яті "Бабиного Яру"» Ілля Левітас, міський голова Києва Леонід Черновецький, Геннадій Удовенко (голова Ради з питань етнополітики при Президентові України), Сергій Максимов (співпрезидент Єврейської конфедерації України) та Надзвичайний та Повноважний посол Ізраїлю Зіна Калай-Клайтман. Відкриття пам'ятника проведено президентом України. 

 
За словами Леоніда Черновецького, на відкритті пам'ятника: 
Наш обов'язок докласти максимум зусиль, щоб ніхто не був забутий. Сьогодні ми відкриваємо пам'ятник юній безстрашній єврейській дівчині, яка віддала життя у боротьбі з нацистськими загарбниками 
До пам'ятника постійно покладають квіти, особливо в день народження Тетяни Маркус. Так, 21 вересня 2011, на 90-річчя з дня її народження, пройшла церемонія покладання квітів за участю різних громадських діячів. Зокрема, на церемонії були присутні директор Національного історико-меморіального заповідника «Бабин Яр» Б. Глазунов, Президент Єврейської ради України, голова фонду «Пам'ять Бабиного Яру» Ілля Левітас, режисер кінофільму «Бабин Яр» Миколи Засєєв-Руденко, учні школи № 44, автор пам'ятника скульптор Валерій Медведєв (він же автор Пам'ятнику знищеним у Бабиному Яру дітям) та ін.

## Опис
Пам'ятник виконаний з бронзи та являє собою фігуру дівчини, у якої рішуче стиснуті кулаки. Фігура стоїть біля колючого дроту. Композиція захопила одних, а інші не зовсім зрозуміли композиційне рішення.
Пам'ятник створений скульптором  В. Медведєвим, архітектором Є. Костіним на кошти приватних осіб..
П'єдестал виконаний з сірого граніту, напис:
«Тетяна Маркус
1921-1945
ГЕРОЙ УКРАЇНИ
Видна Київська підпільниця» .